# Pristimantis andinognomus
Pristimantis andinognomus är en groddjursart som beskrevs av Lehr och Luis A. Coloma 2008. Pristimantis andinognomus ingår i släktet Pristimantis och familjen Strabomantidae. Inga underarter finns listade i Catalogue of Life.